# Richard Dehmel
Richard Fedor Leopold Dehmel (Wendisch-Hermsdorf, Brandenburg, 18 de novembre de 1863 - Blankenese, actualment part d'Hamburg, 8 de febrer de 1920) va ser un poeta i escriptor alemany.

## Vida
Dehmel, fill d'un tècnic forestal, va concloure els estudis primaris l'any 1882 a Berlín, i posteriorment va estudiar ciències naturals, economia i filosofia a la universitat. Va finalitzar els estudis universitaris l'any 1887, a Leipzig i va començar a treballar per un minso salari a una mutualitat.
L'any 1889, es va casar amb Paula Oppenheimer. Va intensificar la seua producció literària, i va ser cofundador de la revista PAN (1894). En començar a guanyar diners com a escriptor, va abandonar el treball assalariat. El seu recull de poesia Weib und Welt ('Dona i món') va provocar un escàndol, tot i que havia estat publicat amb algunes parts eliminades per la censura.
L'any 1899 es va divorciar de Paula i va viatjar per Europa amb Ida Auerbach, amb la qual es va casar l'any 1901. La parella es va instal·lar a Hamburg aquest mateix any. A l'inici de la Primera Guerra Mundial, Dehmel es va presentar voluntari i hi va servir fins a l'any 1916, en què va ser ferit. Va ser un entusiasta de les tropes del seu país durant tota la guerra.
Va morir l'any 1920 a causa de les seqüeles de les ferides de guerra.

## Obra
Dehmel és considerat un dels més importants poetes alemanys de preguerra. Els seus poemes han estat musicats per compositors de la categoria de Richard Strauss, Max Reger, Arnold Schönberg, Anton Webern, Alma Mahler i Kurt Weill, o bé han inspirat llur música. El tema principal de la seua obra poètica és «l'amor i el sexe», que va usar com a força capaç de trencar els prejudicis de les classes mitjanes.

## Obres
- Erlösungen, poemes 1891
- Aber die Liebe, poemes 1893
- Weib und Welt, poemes 1896
- Zwei Menschen. Roman in Romanzen, 1903
- Die Verwandlungen der Venus, poemes 1907
- Michel Michael, comèdia 1911
- Schöne wilde Welt, poemes 1913
- Die Menschenfreunde, Drama 1917
- Mein Leben, autobiografia 1922 (pòstuma)